# Jesendorf
Jesendorf ist eine Gemeinde im Osten des Landkreises Nordwestmecklenburg in Mecklenburg-Vorpommern. Die Gemeinde wird vom Amt Neukloster-Warin mit Sitz in der Stadt Neukloster verwaltet.

## Geografie
Das Gemeindegebiet Jesendorfs gehört zum äußersten Nordwesten der Mecklenburgischen Seenplatte. Die von zahlreichen kleinen Seen umgebene Gemeinde ist ca. 13 Kilometer von der Hansestadt Wismar entfernt.
Umgeben wird Jesendorf von den Nachbargemeinden Zurow im Norden und Nordosten, Bibow im Südosten, Ventschow im Südwesten sowie Lübow im Westen. Eine kleine Exklave von Jesendorf liegt zwischen den Gemeinden Ventschow und Hohen Viecheln.

### Gemeindegliederung
Die Gemeinde besteht aus den Ortsteilen:
- Büschow
- Jesendorf
- Neperstorf
- Trams

## Geschichte
Büschow: In der Frühgeschichte sollen Wenden die Gemarkung besiedelt haben. Die Ersterwähnung ist auf 1320 datiert. Bis 1506 galt es als ritterschaftliches Dorf. 1332 entstand um Büschow eine Fehde. Auf der einen Seite die Brüder Henneke und Heinrich Blint aus Wismar, ihr Oheim war der Knappe Johann Zurow, versus Adam von Büschow und Hermann (von) Lüchow. 1441 erwarb ein Hans (von) Stralendorff Anrechte in Büschow. Parallel erschien die Familie (von) Damm. Hans Damm, seit 1463 in Besitz, verkaufte 1499 an den Edelmann Kurd Bevernest. Der wiederum veräußerte Büschow an den Bischof Johann von Schwerin, für 1513 Rheinische Gulden. So wurde die Ortschaft bis 1648 ein bischöfliches Dorf. Dies kam anscheinend in die Säkularisation und es entstand ein fiskalischer Besitz, das Domanialdorf im Herzogtum Mecklenburg. Büschow war dann weit bis in das 20. Jahrhundert durch sieben unterschiedlich große Bauernhöfe, zwischen 37 und 63 ha, geprägt.
Jesendorf: Der vorzeitliche Feuerstellenplatz von Jesendorf ist der größte in Deutschland. Er wurde 2008 östlich des Tarzower Sees bei einer Rettungsgrabung entdeckt.
Zum ersten Mal wurde Jesendorf urkundlich 1235 erwähnt. Die Kirche in Jesendorf stammt von 1338. Die Jesendorfer Siedlerhäuser bestehen seit den 1930er Jahren, sie entstanden im Zuge der Aufsiedlung nach der Auflösung des Gutes Jesendorf. Trams, Neperstorf und Büschow waren ursprünglich Gutsdörfer (bis 1945).
Neperstorf: wurde um 1320 erstmals urkundlich erwähnt. Das Gutshaus wurde vermutlich zwischen 1700 und 1750 erbaut. Das Gut war u. a. im Besitz der Familien von Plessen (bis 1818), Keding, F. Busch und J. Tersteegen (1906–1945). Bereits Ende des 19. Jahrhunderts unterlag das alte Lehngut Neperstorf der Allodification, wurde freies Eigentum der Familien, war erbjuristisch nicht fest gebunden.
Trams: Gutsbesitzer waren u. a. die Familien von Stralendorff (14. Jh.–1754) und von Barner (1754–1945). Die letzten Grundbesitzer waren Friedrich von Barner (1821–1889), königlich preußischer Generalmajor, dann sein Sohn Claus-Ulrich von Barner (1875–1933). Der Enkel und Erbe Claus von Barner, 1918 in Trams geboren, starb 1942 als Leutnant bei Stalingrad. Trams war lange Teil eines Familienfideikommiss und nachfolgend weiter ein Allodialgut mit einem Umfang von 450 ha und zeitweise an Günter Graf Mycielski verpachtet. Das Herrenhaus brannte 2001 ab.

## Politik

### Gemeindevertretung und Bürgermeister
Der Gemeinderat besteht (inkl. Bürgermeister) aus 6 Mitgliedern. Die Wahl zum Gemeinderat am 26. Mai 2019 hatte folgende Ergebnisse:
| Partei/Bewerber                         | Prozent | Sitze |
| --------------------------------------- | ------- | ----- |
| Wählergruppe Bürgernahe Kommunalpolitik | 72,99   | 4     |
| Wählergemeinschaft Gemeinde Jesendorf   | 27,01   | 2     |

Bürgermeister der Gemeinde ist Arne Jöhnk, er wurde mit 82,25 % der Stimmen gewählt.

### Wappen
| Wappen von Jesendorf | Blasonierung: „Geteilt; oben in Gold ein vierflammiges rotes Feuer, unten in Blau ein achtspeichiges goldenes Rad.“ |
| Wappen von Jesendorf | Wappenbegründung: Haupterwerbszweig der Einwohner war die Landwirtschaft. Durch die A 14, vormals A 241, die die A 20 mit der A 24 (Berlin-Hamburg) verbindet, hat die Gemeinde eine gute Perspektive. Bei Ausgrabungen an der Trasse sind unter anderem viele frühzeitliche Feuerstellenplätze freigelegt worden. Daraus ergibt sich, dass diese Gegend bereits vor 2000 Jahren besiedelt worden ist. Das vierflammige Feuer deutet auf die vier Ortsteile und auf den größten derzeit bekannten Fundplatz dieser Art in Mecklenburg hin. Das Rad verkörpert Landwirtschaft, Autobahn und Kiesabbau. Die Farben im Hoheitszeichen betonen die Zugehörigkeit zum Landesteil Mecklenburg. Mit der Tingierung sind die Hauptfarben des Wappens gleichfalls in der Flagge dargestellt. Das Wappen und die Flagge wurde von dem Schweriner Heraldiker Heinz Kippnick gestaltet. Es wurde zusammen mit der Flagge am 6. Oktober 2011 durch das Ministerium des Innern genehmigt und unter der Nr. 339 der Wappenrolle des Landes Mecklenburg-Vorpommern registriert. |

### Flagge
Die Flagge ist gleichmäßig längs gestreift von Blau und Gelb. In der Mitte des Flaggentuchs liegt, auf jeweils zwei Drittel der Höhe des blauen und gelben Streifens übergreifend, das Gemeindewappen. Die Höhe des Flaggentuchs verhält sich zur Länge wie 3:5.

### Dienstsiegel
Das Dienstsiegel zeigt das Gemeindewappen mit der Umschrift „GEMEINDE JESENDORF • LANDKREIS NORDWESTMECKLENBURG“.

## Sehenswürdigkeiten

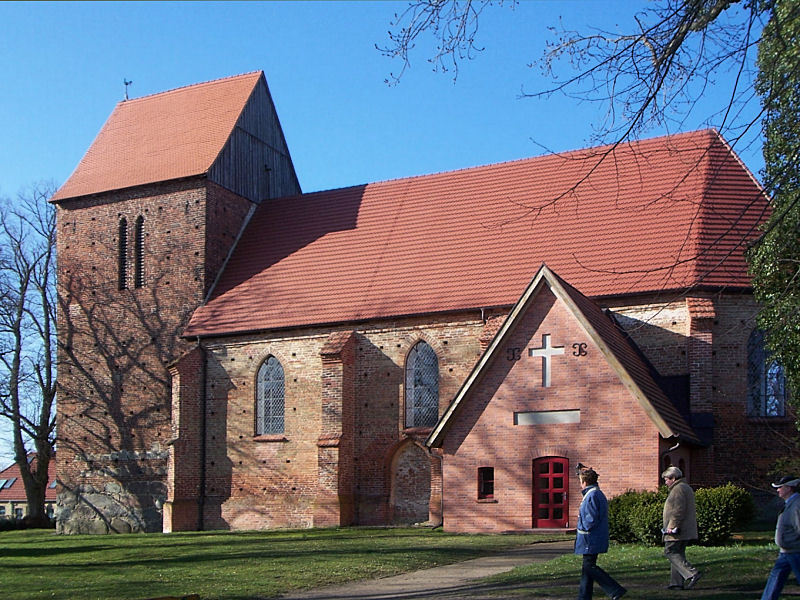
Dorfkirche

- Ev.-Luth. Kirche von Jesendorf: Gotische, einschiffige Backsteinkirche mit dreiseitigem Chor aus dem 14. Jahrhundert mit starken Strebepfeilern sowie breitem, querrechteckigem Turm mit Satteldach von 1686; Altaraufsatz und Kanzel von 1714/15.
- Sühnestein von Jesendorf in der Sakristei der Kirche
- Gutshaus mit Garten: Eingeschossiger historisierender Putzbau mit Ziegelsteinelementen sowie Mezzanin- und Sockelgeschoss un Mitteltürmchen aus der zweiten Hälfte des 19. Jh.

→ Siehe auch Liste der Baudenkmale in Jesendorf

## Wirtschaft und Infrastruktur
Ein Teil der Einwohner sind Pendler, einige Arbeitsplätze bieten die örtlichen Landwirtschaftsbetriebe. In der Umgebung wird Kiesabbau betrieben.
Verkehr
Jesendorf besitzt eine Anschlussstelle an der Bundesautobahn 14, die die A 20 mit der A 24 (Berlin – Hamburg) verbindet. Der nächste Bahnhof befindet sich in der Nachbargemeinde Ventschow (Bahnstrecke Bad Kleinen–Rostock).